# Philotarsidae
Philotarsidae es una familia de insectos de Psocodea perteneciente al suborden Psocomorpha. La familia se encuentra muy relacionada con las familias Pseudocaeciliidae y Calopsocidae.